# Piąty raport IPCC
Piąty Raport IPCC  (The Fifth Assessment Report of the IPCC; w skrócie AR5) – piąty raport podsumowujący obecne i przewidywane zmiany klimatu opracowywany przez Międzyrządowy Zespół do spraw Zmian Klimatu (IPCC).
Piąty Raport IPCC był opracowywany pomiędzy 2007-2013 przez badaczy klimatu i będzie opublikowany w latach 2013-2014.  Jednym z podstawowych pytań stawianych przez IPCC5 jest ocena globalnego ocieplenia. 
Do tego celu IPCC5 używa m.in. modeli klimatu, które przewidują m.in. wrażliwość klimatu na zmiany koncentracji dwutlenku węgla w różnych scenariuszach zmian. Raporty IPCC opierają się m.in.  na porównywaniach modeli numerycznych, tzw. MIPs (model intercomparison projects). Jednym z nich jest CMIP5 (Coupled MIP).
Piąty Raport Klimatyczny jest podzielony na 14 rozdziałów dotyczących zarówno globalnych jak i regionalnych zmian klimatu.
- Rozdział  1: Wprowadzenie
- Rozdział  2: Obserwacje: Atmosfera i powierzchnia Ziemi
- Rozdział  3: Obserwacje: Ocean
- Rozdział  4: Obserwacje: Kriosfera
- Rozdział  5: Informacja na podstawie archiwalnych danych paleoklimatycznych
- Rozdział  6: Cykl obiegu węgla i inne cykle biogeochemiczne
- Rozdział  7: Chmury i aerozole
- Rozdział  8: Zmiany wymuszania radiacyjnego spowodowane przez człowieka i naturalne
- Rozdział  9: Modele klimatu i ich wiarygodność
- Rozdział  10: Detekcja i atrybucja zmian klimatycznych: od zmian globalnych do lokalnych
- Rozdział  11: Krótkoterminowe zmiany klimatu: Prognoza i przewidywalność
- Rozdział  12: Długoterminowe zmiany klimatu: Prognoza i nieodwracalność
- Rozdział  13: Zmiany poziomu oceanów
- Rozdział  14: Zjawiska klimatyczne i ich wpływ na regionalne zmiany klimatu w przyszłości

## CMIP5: Projekt porównania modeli oceanu-atmosfery
Jednym z integralnych elementów piątego raportu IPCC są wyniki z modeli klimatycznych, które uwzględniają oddziaływanie pomiędzy oceanem i atmosferą, tzw. połączone modele klimatu. Projekt ten ma nazwę Coupled model intercomparison project 5.
Projekt CMIP5 używa modeli numerycznych do prognozowania zmian klimatu i ma dwa główne składniki: (1) długoterminowe przebiegi modeli klimatycznych w skali stulecia; (2) krótkoterminowe przebiegi modeli klimatycznych w skali 10–30 lat, te ostatnie mają też nazwę eksperymentów dekadalnych. Długoterminowe przebiegi modeli zaczynają się zazwyczaj z przebiegów modeli kontrolnych, z których ocenia się klimat w równowadze energetycznej sprzed okresu przemysłowego.  Natomiast eksperymenty dekadalne są inicjalizowane na podstawie obserwowanych warunków powierzchni oceanu i pokrywy lodu. Zarówno eksperymenty w skali stuleci jak i eksperymenty dekadalne używają modeli atmosfery i oceanu (AOGCM). Tego typu modele były używane w poprzednich pracach IPCC. Inną klasą modeli używanych w symulacjach klimatu są Modele Środowiska Ziemi o Średniej Złożoności (EMIC). W pracach CMIP5 używane są też Modele Systemu Środowiska (ESM), w których uwzględnia się w bezpośredni sposób fizykę procesów biogeochemicznych, m.in. obieg węgla pomiędzy atmosferą, biosferą i innymi zbiornikami węgla. Modele ESM są w stanie wykorzystać dane o emisjach składników chemicznych, z których można wyliczyć bezpośrednio koncentrację dwutlenku węgla. Podczas gdy modele typu AOGCM używają do symulacji klimatycznych wymuszeń radiacyjnych zmian klimatu poprzez założone zmiany koncentracji gazów cieplarnianych.

## GeoMIP: Geoinżynieria klimatu
Geoinżynieria to świadomy wpływ człowieka na klimat Ziemi. W Piątym  Raporcie Klimatycznym przedyskutowano kilkanaście metod geoinżynieryjnych, które można zgrupować w następujące kategorie.
- Zmiany dochodzącego promieniowania słonecznego na powierzchnię Ziemi (Solar Radiation Management(inne języki) - SRM)
- Zmiana pokrywy chmur
- Redukcja emisii dwutlenku węgla (Carbon Dioxide reduction - CDR)

Piąty raport IPCC dyskutuje podstawy procesów fizycznych, koszty implementacji, i etykę proponowanych zmian. Raport zwraca uwagę na fakt, że żadna z technologii nie jest jeszcze na takim etapie, żeby można ją zastosować na dużą skalę 

Ten projekt ma na celu przeprowadzenie eksperymentów numerycznych, które  symulują zaproponowane techniki geoiżynieryjne. Eksperymenty numeryczne dotyczą głównie projektów zmiany aerozoli w stratosferze i mają 4 różne scenariusze (G1, G2, G3, G4). Wyniki z eksperymentu G1 pokazują, że ewentualna zmiana stałej słonecznej rzeczywiście przeciwdziała ociepleniu klimatu, ale możliwe są zmiany opadów i inne zmiany na powierzchni Ziemi.

| Eksperyment             | Opis |
| ----------------------- | --- |
| Aerozole w stratosferze | Obserwacja dużych wybuchów wulkanicznych pokazuje, że cząstki zawieszone w stratosferze oziębiają powierzchnię Ziemi. Jedną z proponowanych technik jest celowe wprowadzenie odbijających aerozoli, np. poprzez wprowadzenie gazów, które byłyby prekursorami aerozolu.                                             |
| Jaśniejsze chmury       | Chmury przy powierzchni Ziemi mają tendencję do oziębiania powierzchni Ziemi poprzez bardzo duże odbicie dochodzącego promieniowania słonecznego. Jednym z mechanizmów zwiększenia odbijalności chmur jest wprowadzenie zawieszonych cząsteczek soli morskiej z powierzchni oceanów (np poprzez rozpylanie wody)    |
| Zmiany odbijalności     | Wiadomo, że człowiek powoduje zmiany odbijalności dochodzącego promieniowania słonecznego np. w miastach. Obserwacja ta sugeruje, że można zmienić odbijalność Ziemi np. poprzez zmianę rodzaju roślinności. |
| Zmiany chmur cirrus     | Wysokie chmury typu cirrus nie pochłaniają znacznie przechodzącego przez nie promieniowania słonecznego ale absorbują dochodzące promieniowanie podczerwone z powierzchni Ziemi. Powoduje to, że chmury te ogrzewają powierzchnię Ziemi. Zmiana pokrywy lub grubości chmur cirrus zmniejszy ich efekt cieplarniany. |

Podobnie jak w przypadku badania modeli atmosfery i oceanu stworzono osobny "MIP", czyli projekt porównywania modeli, który nazywa się "Projekt Porównania Modeli Geoinżynieryjnych" (The Geoengineering Model Intercomparison Project (GeoMIP).

Niektóre z metod redukcji emisji dwutlenku węgla (Carbon Dioxide reduction - CDR) dyskutowane w Piątym Raporcie Klimatycznym przedstawione są w tabeli. 
| Eksperyment            | Opis |
| ---------------------- | --- |
| Zasiewanie oceanu      | Poprzez zwiększenie ilości biomasy w oceanie (np poprzez zasiewanie oceanu składnikami przyśpieszającymi wzrost fitoplanktonu) można spowodować, że jej część opadnie na dno oceanu. |
| Zasadowość oceanu      | Minerały dodane do oceany zwiększa jego zasadowość co spowoduje, że więcej CO2 z atmosfery rozpuści się w oceanie                                                                    |
| Składowanie w oceanie. | Dwutlenek węgla jest wychwycony w czasie produkcji lub bezpośrednio z atmosfery i składowany na dnie oceanu.                                                                         |

## Dostęp do danych klimatycznych
Dane z modeli klimatu, które służą do opracowania raportu IPCC5 są dostępne na portalu 
Earth System Grid Federation. 
Internetowe narzędzie do przeglądania atlasu pomiarów historycznych oraz projekcji klimatu zamieszczonych w raporcie utrzymuje na swojej stronie KNMI (Królewski Holenderski Instytut Meteorologii).

## Publikacje
Piąty raport Międzyrządowego Zespołu do spraw Zmian Klimatu opiera się na kilkuset publikacjach dostępnych w ogólnie dostępnych czasopismach naukowych. Pełna lista tych publikacji jest podana w Raporcie, w poszczególnych rozdziałach. Na sieci dostępna jest częściowa lista publikacji, która pozwala na wygodne przeszukiwanie artykułów z odpowiednim kluczem - rodzajem modeli klimatu jakie zostały użyte,  eksperymentami jakie są analizowane, zmiennymi atmosferycznymi i innymi słowami kluczowymi. 